# Hoechst Holland
Hoechst Holland NV was een onderdeel van het Duitse Hoechst-concern dat de activiteiten in Nederland bundelde. Het heeft vestigingen gehad in Vlissingen, Weert en Amsterdam.

## Oprichting
Hoechst Holland werd opgericht in 1960. Het hoofdkantoor bevond zich te Amsterdam. 
In 1967 werd in Weert een fabriek overgenomen waar kunststoffolies en decoratieve laminaten werden vervaardigd onder de benamingen Kalle Foliën en Trespa. In 1991 werd dit bedrijf verkocht aan HAL Holding NV.
In 1968 werd in Vlissingen-Oost een vestiging opgestart die zich voornamelijk bezig zou houden met de productie van NTPP, een waterontharder die gebruikt wordt in wasmiddelen.
In 1987 werkten 2200 mensen bij Hoechst Holland, waarvan 200 in Amsterdam, 1000 in Weert en 1000 in Vlissingen.

## Neergang Hoechst-concern
Omstreeks 1995 ontwikkelde het Hoechst-concern een strategie waarbij activiteiten in de basischemie werden afgestoten en het bedrijf zich richtte op de farmacie en biotechnologie, aangezien daar hogere rendementen te verwachten waren. Het concern werd zo feitelijk ontmanteld en grote delen ervan werden verkocht of verzelfstandigd. Hiertoe behoorden ook de vestigingen in Weert (kunststofproducten) en in Vlissingen (basischemie). Wat overbleef van het Hoechst-concern ging in 1999 samen met het Franse chemieconcern Rhône-Poulenc onder de naam Aventis.

## Hoechst Vlissingen
In 1966 kocht Hoechst een stuk grond aan bij de monding van de Westerschelde voor de bouw van een industriecomplex. De aanwezigheid van een goede energievoorziening en een diepe zeehaven, waardoor grondstoffen goedkoop via zee aangevoerd konden worden, waren belangrijke pluspunten. Na een bouwtijd van 21 maanden werd het complex op 13 september 1968 in gebruik gesteld. 
Hoechst Vlissingen produceerde voornamelijk producten op basis van fosfor: witte fosfor (P4), fosforzuur, natriumtripolyfosfaat (NTPP) en natriumfosfaat. Daarnaast werden ook petrochemische producten vervaardigd die onder meer als grondstof voor de productie van polyester werden gebruikt, met name dimethyltereftalaat (DMT) en ook alkaansulfonaat. Het terrein breidde uit tot een oppervlakte van 125 hectare.
NTPP, ook bekend als Thermophos, is een waterontharder die als detergent in wasmiddelen werd gebruikt maar tegenwoordig, om eutrofiëring van oppervlaktewater tegen te gaan, door zeolieten is vervangen.

### Fosfaatbedrijf
Het fosfaatbedrijf gebruikte in 1986 ongeveer 650 kton fosfaaterts, 200 kton grind (SiO2) en 100 kton cokes. De productie aan fosfor bedroeg 85 kton. Dit werd voor een groot deel in fosforzuur omgezet. Een groot deel van het fosforzuur werd weer in NTPP omgezet. In 1990 werd 120 kton NTPP geproduceerd. Er was 1,5 PJ aan aardgas en 4 PJ aan elektriciteit nodig. 

### Petrochemie
De DMT-productie startte in 1972, en in 1990 werd er 96 kton geproduceerd uit paraxyleen en methanol. De Alkaansulfonaatproductie startte in 1980 en er werd 19 kton van geproduceerd uit paraffine en natronloog. Voorts werd in 1989 gestart met de productie van tetra-acetyl-ethyleen-diamine (TAED), waarvan in 1990 ongeveer 14 kton werd geproduceerd uit ethyleendiamine en azijnzuuranhydride.

### Ontvlechting
In 1996 startte de ontmanteling van het Hoechst-concern en ook de vestiging te Vlissingen werd geconfronteerd met diverse reorganisatieplannen, waarbij vele tientallen banen verloren gingen. In 1997 werd de vestiging in Weert verkocht en werd het hoofdkantoor van Hoechst Holland verplaatst naar Vlissingen. 
In 2000 werd de vestiging te Vlissingen opgesplitst en in onderdelen verzelfstandigd dan wel verkocht. De naam Hoechst verdween en de volgende bedrijven kwamen ervoor in de plaats:
- ThermPhos, de fosforchemie en de hoofdactiviteit van het voormalige Hoechst Vlissingen.
- KoSa, de petrochemische sector van Hoechst Vlissingen, later Invista Polyester, onderdeel van het Invista concern. Met aanvankelijk 80 werknemers werd in 2007 de DMT-productie stopgezet en werden 45 van de (toen nog) 63 werknemers ontslagen. Uit restproducten van DMT die van elders betrokken worden produceert de fabriek in 2013 nog wel polyolen die als component voor polyisocyanuraat gebruikt worden.
- Sea Way, de overige Hoechst-activiteiten, waaronder afvalverwerking. Het bedrijf ging failliet in 2007.
- Industrial Park Vlissingen (IPV) verzorgde de utilities zoals de energievoorziening, water en infrastructuur. IPV werd in 2003 verkocht aan nutsbedrijf DELTA.

## ThermPhos
In 1997 werden de fosforactiviteiten afgesplitst van Hoechst, wat het begin inluidde van ThermPhos International B.V. in Vlissingen. In 2000 was er een managementbuy-out en in 2003 werd het bedrijf overgenomen door de Italiaans-Israëlische zakenman Nahum Galmor. De vestiging in Vlissingen maakte daarna onderdeel uit van ThermPhos International. Dit bedrijf had vestigingen in Europa, Noord- en Zuid-Amerika en Azië. Het totale personeelsbestand bedroeg circa 1.150 medewerkers.
In de Vlissingse fabrieken maakte ThermPhos fosfor, fosforzuur, gereinigd nat fosforzuur en NTPP. Het complex telde acht fabrieken die met elkaar in verbinding stonden. Bijproducten uit de ene fabriek, worden weer ingezet in de andere. De koolmonoxide die ontstond in de fosforfabriek werd gebruikt als brandstof in de sinterfabriek en de zoutfabrieken of door de kolencentrale van het nutsbedrijf EPZ. Het restant werd afgefakkeld.
Per jaar werd er zo'n 600.000 ton fluorapatiet verwerkt. Dit fosfaaterts is een mineraal dat rijk is aan calciumfosfaat. Andere grondstoffen waren cokes en grind. Na een proces in de sinter- en fosforfabriek ontstond fosfor, fosforovengas (voornamelijk koolmonoxide) en een restproduct slak. In het fosfaaterts zit ook cadmium dat vrijkomt bij de verwerking. Dioxine is een ander bijproduct.
Alle elementair fosfor die ThermPhos produceerde werd verder verwerkt in andere tussenproducten. Deze tussenproducten werden in tal van eindproducten verwerkt, zoals vlamvertragers, cosmetica, geneesmiddelen en gewasbeschermingsmiddelen. Het slak werd gebruikt als ondergrondmiddel in de weg- en waterbouwindustrie.
ThermPhos is 21 november 2012 failliet verklaard. Het bedrijf had op dat moment al anderhalve maand uitstel van betaling. Het bedrijf was onderwerp van strenge controles door de overheid. In 2010 dreigde VROM Inspectie het bedrijf te sluiten vanwege de uitstoot van dioxine en zware metalen, zoals cadmium, en een onvoldoende veiligheidscultuur. ThermPhos moest grote investeringen doen om de uitstoot van afvalstoffen te minimaliseren en daarbovenop had het bedrijf veel last van concurrentie uit Kazachstan, dat fosfor op de Europese markt dumpte. Bij het faillissement van deze enige fosforfabriek van Europa verloren 450 mensen hun baan. Het bedrijf realiseerde een omzet van circa € 400 miljoen op jaarbasis. In januari 2013 werd bekend dat ThermPhos geen doorstart zou maken. Volgens de curatoren was de kans minimaal dat er nog een koper geïnteresseerd zou zijn in het bedrijf. Voor de buitenlandse dochterbedrijven bestond wel belangstelling.

### Sanering vervuild terrein
De kosten voor de ontmanteling van ThermPhos werden geraamd op € 70 à € 90 miljoen. Volgens de curator was het saldo op de faillissementsrekening € 33 miljoen. Dit is onvoldoende voor het volledig opruimen van het radioactieve afval, de vervuilde grond en het ontmantelen van de fabrieksinstallaties van het failliete fosforbedrijf.
Eind september 2013 werd nog eens bevestigd dat een doorstart van ThermPhos definitief van de baan was. Volgens directeur Grossmann van overnamekandidaat Kalogeo uit Oostenrijk waren de saneringskosten van het vervuilde terrein de belangrijkste reden voor het mislukken van het proces. Mocht ThermPhos na doorstart alsnog failliet gaan, dan wilde Kalogeo hiervoor niet opdraaien omdat zij de vervuiling niet hadden veroorzaakt.
In januari 2015 is de sanering van het terrein gestart. Het project wordt uitgevoerd door Sagro uit 's-Heerenhoek en Mourik Services uit Rozenburg. De nadruk ligt daarbij op de machines en de leidingen waarin nog fosfor zit. De sanering ging volgens de planning 19 maanden duren en € 35 miljoen kosten. Die sanering liep veel langzamer dan gepland en de kosten zijn ook fors opgelopen. In oktober 2016 had het giftige fosforslib in de buizen en leidingen verwijderd moeten zijn, maar dat was onhaalbaar. Bijna 80% van het materiaal was nog aanwezig in oktober en het budget was inmiddels volledig gebruikt. Medio 2017 werden de totale saneringskosten geraamd op 170 miljoen euro.
Een commissie onder leiding van Diederik Samsom adviseerde in de zomer van 2017 om de kosten van de sanering gelijk te verdelen over het Rijk, de provincie en Zeeland Seaports. De resterende saneringskosten worden geraamd op 83 miljoen euro. De overheid is bereid haar deel van € 27,7 miljoen te betalen op de voorwaarde dat ook de provincie en het havenbedrijf het advies van Samsom overnemen en allebei € 27,7 miljoen meebetalen. Mochten de kosten toch nog hoger uitvallen, dan verdelen de drie partijen de financiële tegenvaller ook in drie gelijke delen.